# Madonna col Bambino tra i santi Antonio da Padova e Rocco
La Madonna col Bambino tra i santi Antonio da Padova e Rocco è un dipinto a olio su tela (92x103 cm) di Tiziano, databile al 1511 circa e conservato nel Museo del Prado di Madrid.

## Storia
L'opera poco prima della metà del XVII secolo venne donata dal viceré di Napoli Ramiro Núñez de Guzmán a Filippo IV di Spagna. Nel 1657 è citata nella sagrestia del Monastero dell'Escorial, attribuita al "Bordonon", forse intendendo Paris Bordone. Assegnata anche a Giorgione, al Pordenone e a Francesco Vecellio, fu poi riferita a Tiziano dalla maggior parte della critica, sebbene la composizione, con la sua assorta simmetria, sia abbastanza isolata nel panorama del catalogo dell'artista.

## Descrizione e stile
Sullo sfondo di una tenda verde, su cui è appoggiato un drappo con ricami dorati, si trova il trono della Vergine col Bambino, legato ai modi di Giovanni Bellini. Ai lati, davanti ad aperture paesistiche, si trovano i santi Antonio da Padova e Rocco, che rimandano a una committenza padovana dopo la peste del 1511, anno in cui Tiziano si trova proprio nella città veneta per dipingere gli affreschi della Scuola del Santo. Rocco infatti è il protettore durante le epidemie e la sua posizione, con la gamba appoggiata su un sasso, è proprio studiata per mostrare la piaga che tradizionalmente ha nella gamba. Più composta è la figura di Antonio, che ha in terra i tradizionali attributi del libro e del giglio bianco.
L'inteso cromatismo, ispirato ai principi del tonalismo, crea ampie campiture di colore, che danno vigore espressivo alle figure.